# Condado de Cracóvia
Nota linguística: Não confundir hrabstwo (condado) com powiat (divisão administrativa)..
Condado de Cracóvia (polaco: powiat krakowski) é um powiat (condado) da Polónia, na voivodia de Pequena Polónia. A sede do condado é a cidade de Cracóvia. Estende-se por uma área de 1229,62 km², com 243 315 habitantes, segundo os censos de 2005, com uma densidade 197,88 hab/km².

## Divisões admistrativas
O condado possui:
Comunas urbana-rurais: Krzeszowice, Skała, Skawina, Słomniki, Świątniki Górne
Comunas rurais: Czernichów, Igołomia-Wawrzeńczyce, Iwanowice, Jerzmanowice-Przeginia, Kocmyrzów-Luborzyca, Liszki, Michałowice, Mogilany, Sułoszowa, Wielka Wieś, Zabierzów, Zielonki
Cidades: Krzeszowice, Skała, Skawina, Słomniki, Świątniki Górne
Condados vizinhos: Bocheńskim, Chrzanowskim, Miechowskim, Myślenickim, Olkuskim, Proszowickim, Wadowickim e Wielickim.

## Demografia
População (dados de 30 de Junho de 2005):
|          | Total   | Total | Mulheres | Mulheres | Homens  | Homens |
| -------- | ------- | ----- | -------- | -------- | ------- | ------ |
|          | pessoas | %     | pessoas  | %        | pessoas | %      |
| Total    | 243 315 | 100   | 124 547  | 51,2     | 118 768 | 48,8   |
| Cidades  | 43 818  | 100   | 22 927   | 52,3     | 20 891  | 47,7   |
| Povoados | 199 497 | 100   | 101 620  | 50,9     | 97 877  | 49,1   |